# Saotis albiventris
Saotis albiventris är en stekelart som beskrevs av Dmitriy R. Kasparyan 2007. Saotis albiventris ingår i släktet Saotis och familjen brokparasitsteklar. Inga underarter finns listade i Catalogue of Life.